# スモレンスク包囲戦 (1502年)
1502年のスモレンスク包囲戦は、夏にモスクワ大公国軍がスモレンスクを占領しようとしたが失敗した。モスクワ・リトアニア戦争の最後の大規模戦闘だった。
強固で戦略的に重要な要塞であるスモレンスクは1404年以降リトアニア大公国の一部になっていた。モスクワ大公イヴァン3世は、1500年に第二次モスクワ・リトアニア戦争を起こし、リトアニアはヴェドゥロシャの戦いで大敗を喫した。スタニスワフ・キシュカは1499年にスモレンスクの代官になり、スモレンスク・クレムリンの強化を命じた。イヴァン3世の息子ドミトリー・イワノビッチ・ジルカが率いるモスクワ軍が1502年6月にスモレンスクに到着する頃には、スモレンスクは包囲戦に対して準備万端だった。
モスクワ軍はヴォルシャとヴィーツェプスクを略奪してスモレンスクを砲撃した。9月16日の強襲を撃退するだけでなく、防衛軍が反撃するまでになった。決定打がないままに血なまぐさい9月のBattle of Lake Smolinoと大ヘトマンスタニスロヴァス・ケンスガイラによるリトアニアの援軍によりモスクワ軍は撤退した。
軍がスモレンスクにある間に和平交渉が始まり、1503年3月25日（受胎告知の祭日）に6年間の停戦が締結された。リトアニア大公国は3分の1にあたるおよそ21万平方キロメートルの土地（チェルニーヒウ、ノーウホロド＝シーヴェルシクィイ、スタロドゥーブ、オカ川上流の土地）を失った。スモレンスク防衛の功績が認められ、スタニスワフ・キシュカは1503年に大ヘトマンに昇進した。イヴァン3世は1514年の包囲戦でスモレンスク占領に成功した。